# Герндон (Пенсільванія)
Герндон (англ. Herndon) — місто (англ. borough) в США, в окрузі Нортамберленд штату Пенсільванія. Населення — 347 осіб (2020).

## Географія
Герндон розташований за координатами 40°42′44″ пн. ш. 76°51′9″ зх. д. / 40.71222° пн. ш. 76.85250° зх. д. (40.712310, -76.852616).  За даними Бюро перепису населення США в 2010 році місто мало площу 4,85 км², з яких 2,28 км² — суходіл та 2,57 км² — водойми.

## Демографія
Згідно з переписом 2010 року, у селищі мешкали 324 особи в 136 домогосподарствах у складі 85 родин. Густота населення становила 67 осіб/км².  Було 169 помешкань (35/км²).
Расовий склад населення:
| - 95,4 % — білих - 3,4 % — чорних або афроамериканців - 0,3 % — корінних американців - 0,3 % — азіатів |

До двох чи більше рас належало 0,6 %. Частка іспаномовних становила 0,0 % від усіх жителів.
За віковим діапазоном населення розподілялося таким чином: 25,3 % — особи молодші 18 років, 59,0 % — особи у віці 18—64 років, 15,7 % — особи у віці 65 років та старші. Медіана віку мешканця становила 37,4 року. На 100 осіб жіночої статі у селищі припадало 101,2 чоловіків;  на 100 жінок у віці від 18 років та старших — 96,7 чоловіків також старших 18 років.
Середній дохід на одне домашнє господарство  становив 47 544 долари США (медіана — 40 750), а середній дохід на одну сім'ю — 48 116 доларів (медіана — 42 000). Медіана доходів становила 42 500 доларів для чоловіків та 31 875 доларів для жінок. За межею бідності перебувало 27,7 % осіб, у тому числі 34,9 % дітей у віці до 18 років та 29,3 % осіб у віці 65 років та старших.
Цивільне працевлаштоване населення становило 146 осіб. Основні галузі зайнятості: освіта, охорона здоров'я та соціальна допомога — 20,5 %, виробництво — 19,9 %, роздрібна торгівля — 16,4 %.